# Boeing F/A-18E/F Super Hornet
Boeing F/A-18E och F/A-18F "Super Hornet" är vidareutvecklade enhetsvarianter av det äldre amerikanska jaktattackflygplanet McDonnell Douglas F/A-18 Hornet.
Jämfört med föregångaren har Super Hornet bland annat kraftigare motorer och radar samt att det har en större flygplanskropp som kan bära mer bränsle och vapen.
De nyaste modellerna, det ensitsiga F/A-18E och den tvåsitsiga F/A-18F Super Hornet, har ärvt namnet och konstruktionskonceptet från det ursprungliga F/A-18-flygplanet, men är omkonstruerade till stora delar, bland annat är flygkroppen 25% större. Super Hornet har en förlängd flygkropp och större vingar och förlängningar på framkanten av vingarna; GE F414-motorerna är en mera kraftfull och nyutvecklad variant av F/A-18:s F404; flygelektroniken är uppgraderad, men i stort sett likartad i bredd.
E/F-modellen påbörjades när McDonnell Douglas föreslog en förstorad Hornet för att ersätta den avbrutna A-12 -projektet (Den ambitiösa och mycket dyra A-12 Avenger II -konstruktionen skulle ha varit ett smygflygplan som var tänkt att ersätta den amerikanska flottans A-6 och den amerikanska arméns attackflygplan.) Den amerikanska kongressen var dock inte villig att bekosta ett "nytt" flygplan, men den föreslagna F/A-18E kunde sägas vara en enkel uppgradering. Ett 3,8 miljarder US$ utvecklingsprogram skrevs på i december 1992.
Det första flygplanet rullade ut från McDonnell Douglas fabrik den 17 september, 1995 och Super Hornets första hangarfartygskryssning skedde med VFA-115 som flög med F/A-18E i juli 2002. VFA-115 flög 214 stridsuppdrag i Operation Enduring Freedom och Operation Southern Watch.

## Användare

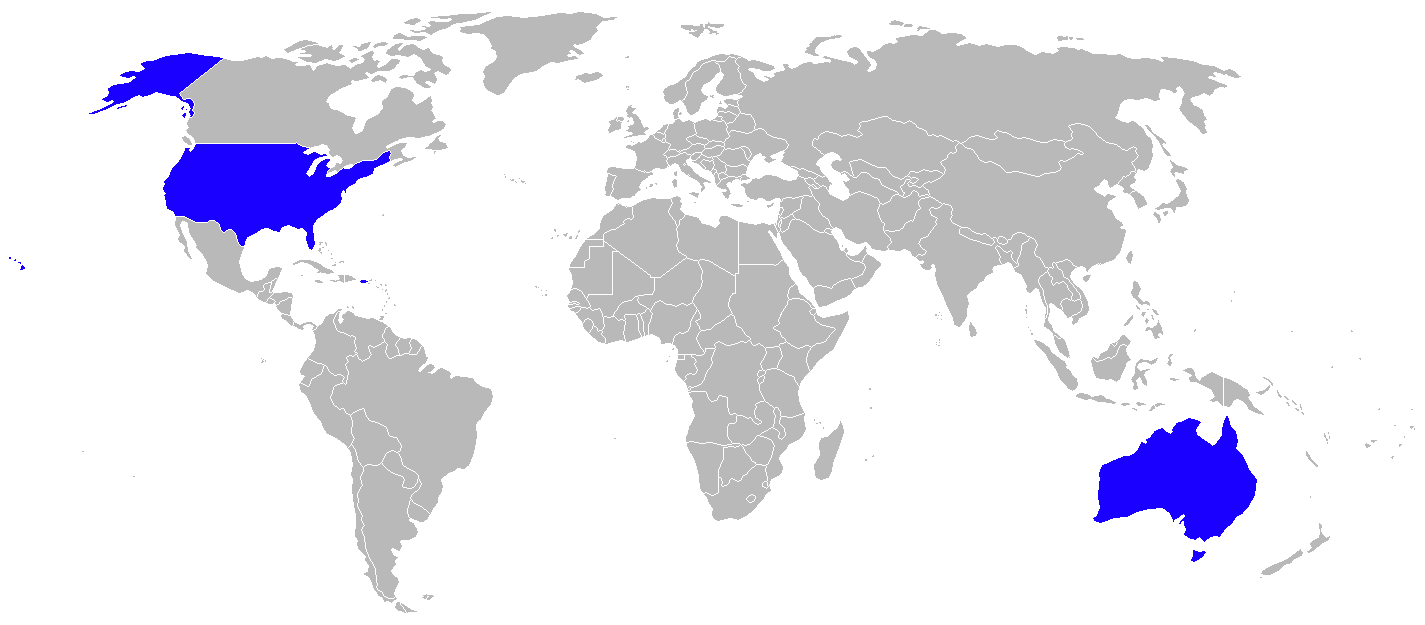
F/A-18E/F Super Hornet, användare 2010.

- Australien - Royal Australian Air Force - 24 F/A-18F och 12 EA-18G
- Kuwait - Kuwait Air Force - 22 en-sitsiga F/A-18E och 6 två-sitsiga F/A-18F
- USA - United States Navy - 300 F/A-18E och 244 F/A-18F

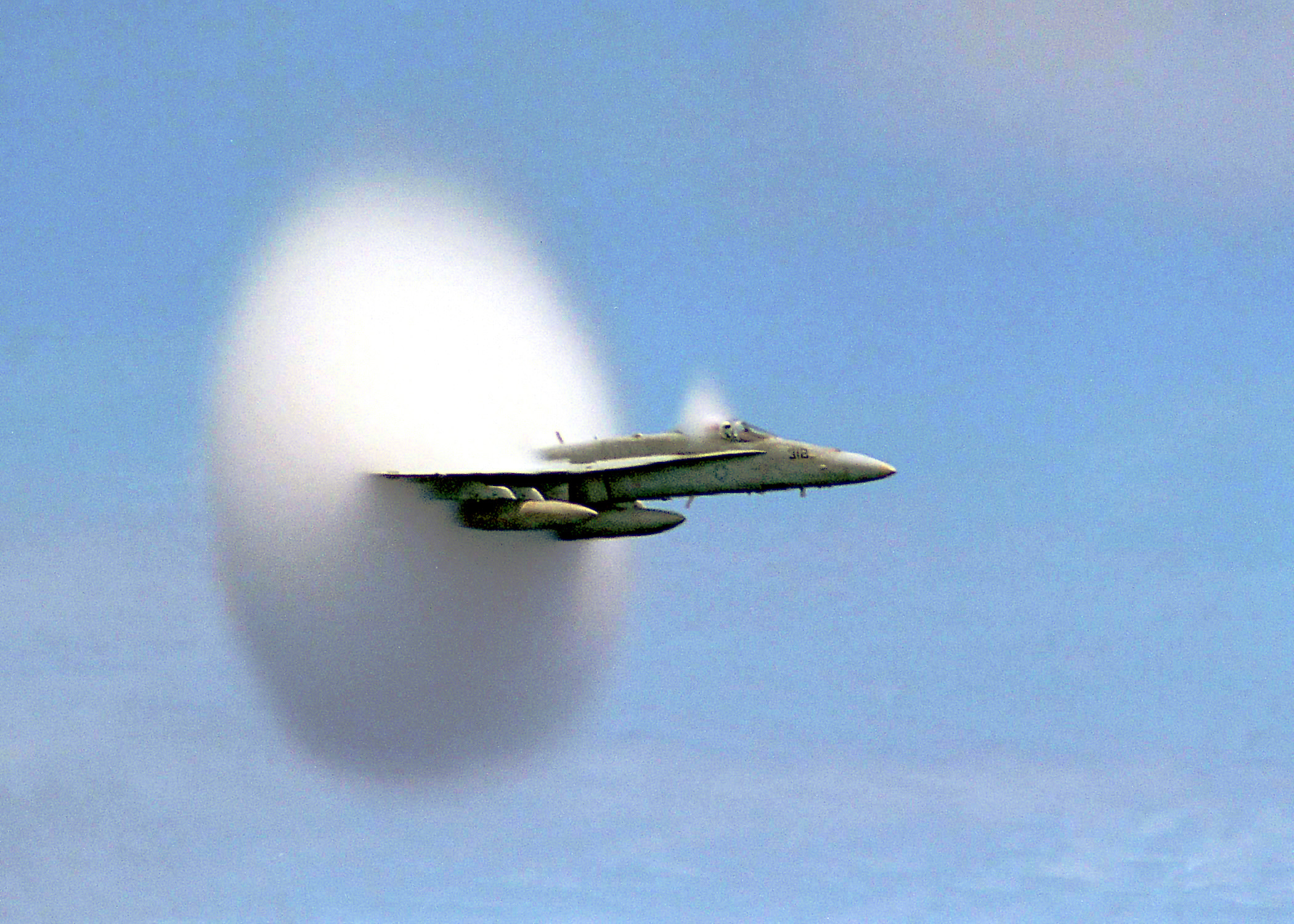
F/A-18C Hornet bryter genom ljudvallen.